# Luis Antonio Tagle

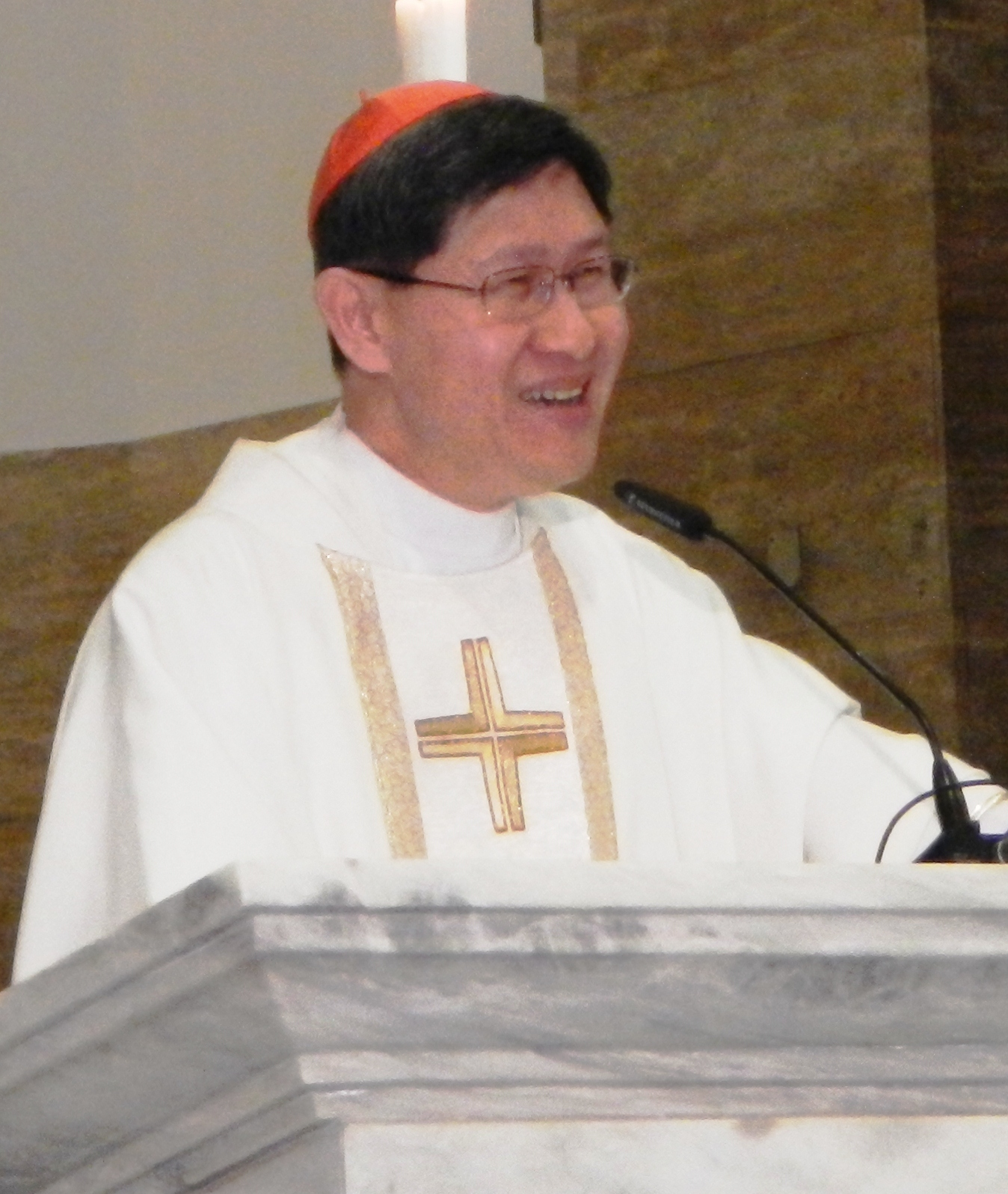
Luis Antonio Kardinal Tagle (2014)

Wappen als Kurienkardinal

Wappen als Erzbischof von Manila

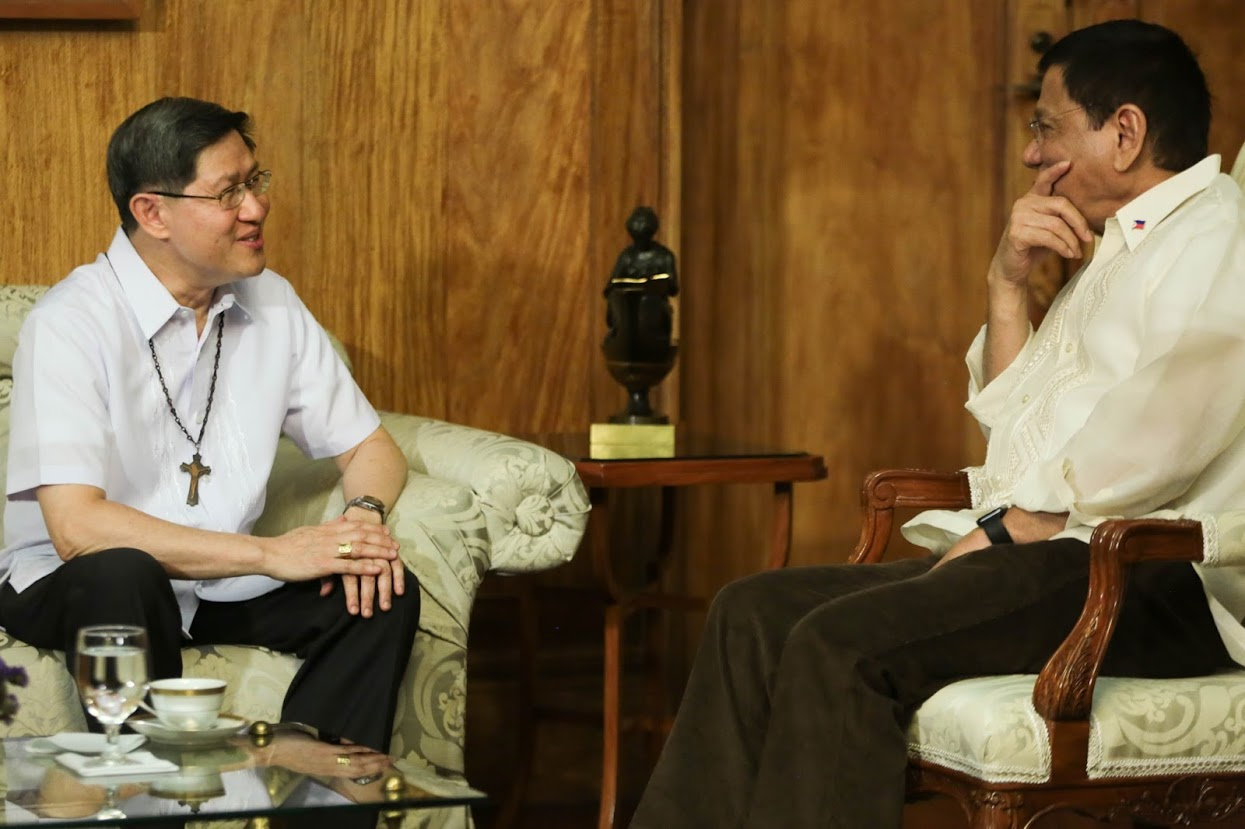
Kardinal Tagle mit dem philippinischen Präsidenten Rodrigo Duterte im Malacañang-Palast (2016)

Luis Antonio Gokim „Chito“ Kardinal Tagle (* 21. Juni 1957 in Manila) ist ein philippinischer Geistlicher und war von 2011 bis 2019 römisch-katholischer Erzbischof von Manila. Von 2019 bis 2022 war er Kardinalpräfekt der Kongregation für die Evangelisierung der Völker. Seither ist er Pro-Präfekt des daraus hervorgegangenen Dikasteriums für die Evangelisierung.

## Leben

### Priester
Luis Antonio Tagle, dessen Großeltern mütterlicherseits aus China stammten, wurde am 21. Juli 1957 in der Kathedrale von Manila getauft. Er besuchte die Saint Andrew School in Parañaque City. Anschließend studierte er Philosophie am Priesterseminar San José in Manila und Katholische Theologie an der Ateneo de Manila University. Er wurde am 18. Juli 1981 zum Diakon geweiht und empfing am 27. Februar 1982 durch den Bischof von Imus, Felix Paz Perez, das Sakrament der Priesterweihe für das Bistum Imus.
Tagle war nach der Priesterweihe zunächst als Pfarrvikar der Pfarrei St. Augustin und als Spiritual am Priesterseminar Tahanan ng Mabuting Pastol in Imus tätig, bevor er 1983 dessen Regens wurde. 1985 wurde er für weiterführende Studien in die USA entsandt, wo er 1987 an der Katholischen Universität von Amerika in Washington, D.C. bei Joseph A. Komonchak mit der Arbeit Two plans for the Council: Cardinal Suenens, Ecclesia ad intra, ecclesia ad extra. Cardinal Montini, the Church’s mystery, mission, and relations („Zwei Pläne für das Konzil: Kardinal Suenens, Ecclesia ad intra, ecclesia ad extra. Kardinal Montini, Geheimnis, Sendung und Beziehungen der Kirche“) ein Lizenziat im Fach Katholische Theologie erwarb und 1991 ebenfalls bei Joseph A. Komonchak mit der Arbeit Episcopal collegiality in the teaching and practice of Paul VI (1959–1967) („Die bischöfliche Kollegialität in der Lehre und Praxis von Paul VI. (1959–1967)“) summa cum laude zum Doktor der Theologie promoviert wurde. Von 1991 bis 1992 belegte er außerdem Kurse am Istituto Paolo VI in Brescia.
1992 kehrte Tagle in seine Heimat zurück und wurde erneut Regens des Priesterseminars Tahanan ng Mabuting Pastol in Imus, an dem er auch als Professor lehrte. Von 1993 bis 1995 fungierte er zusätzlich als Bischofsvikar für Ordensleute. Ab 1998 war er zudem Pfarrer der Kathedrale Our Lady of The Pillar in Imus. Darüber hinaus gehörte er ab 1993 dem Konsultorenkollegium und dem Priesterrat des Bistums Imus an. Ferner wirkte Tagle ab 1995 als Konsultor der Kommission für die Glaubenslehre der Philippinischen Bischofskonferenz. 1997 berief ihn Papst Johannes Paul II. überdies zum Mitglied der Internationalen Theologischen Kommission.

### Bischof und Erzbischof
Am 22. Oktober 2001 ernannte ihn Papst Johannes Paul II. zum Bischof von Imus. Die Bischofsweihe spendete ihm am 12. Dezember desselben Jahres der Erzbischof von Manila, Jaime Lachica Kardinal Sin, in der Kathedrale Our Lady of The Pillar in Imus; Mitkonsekratoren waren der emeritierte Bischof von Imus, Manuel Sobreviñas, und der Apostolische Vikar von Palawan, Pedro D. Arigo. Sein Wahlspruch Dominus est („Es ist der Herr“) stammt aus Joh 21,7 .
Papst Benedikt XVI. bestellte ihn am 13. Oktober 2011 zum Erzbischof von Manila und damit (de facto) zum Primas der Philippinen. Die Amtseinführung fand am 12. Dezember desselben Jahres statt. Am 24. Oktober 2012 gab Benedikt XVI. seine Kreierung zum Kardinal bekannt. Im Konsistorium vom 24. November 2012 nahm er ihn dann als Kardinalpriester mit der Titelkirche San Felice da Cantalice a Centocelle in das Kardinalskollegium auf. Die Besitzergreifung seiner Titelkirche fand am 15. Juni 2013 statt.
In der Philippinischen Bischofskonferenz leitete Tagle zudem von 2003 bis 2013 die Kommission für die Glaubenslehre und von 2013 bis 2019 die Kommission für das Päpstliche Philippinische Kolleg in Rom. Ferner gehörte er von 2005 bis 2013 dem Ausschuss für die Angelegenheiten der Bischöfe, als dessen stellvertretender Vorsitzender er von 2007 bis 2011 fungierte, sowie von 2013 bis 2019 der Kommission für den Klerus an.
Tagle nahm am Konklave 2013 teil. Er war mit 55 Jahren der zweitjüngste Teilnehmer nach Isaac Cleemis Kardinal Thottunkal (53). Vereinzelt war er im Vorfeld in den Medien als Papabile genannt worden. 2014 verlieh ihm die Fordham University in New York City die Ehrendoktorwürde.

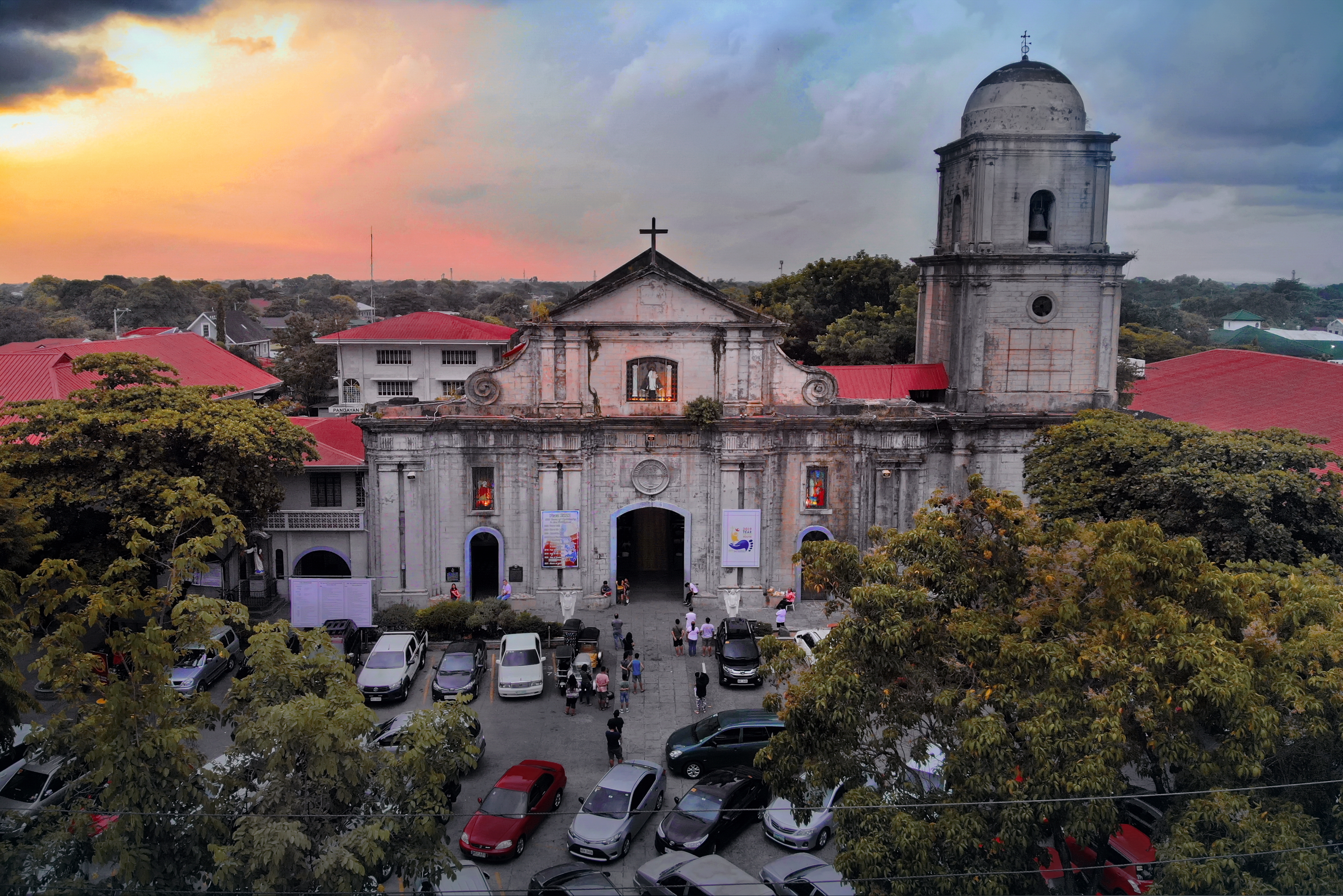
Kathedrale Our Lady of The Pillar in Imus
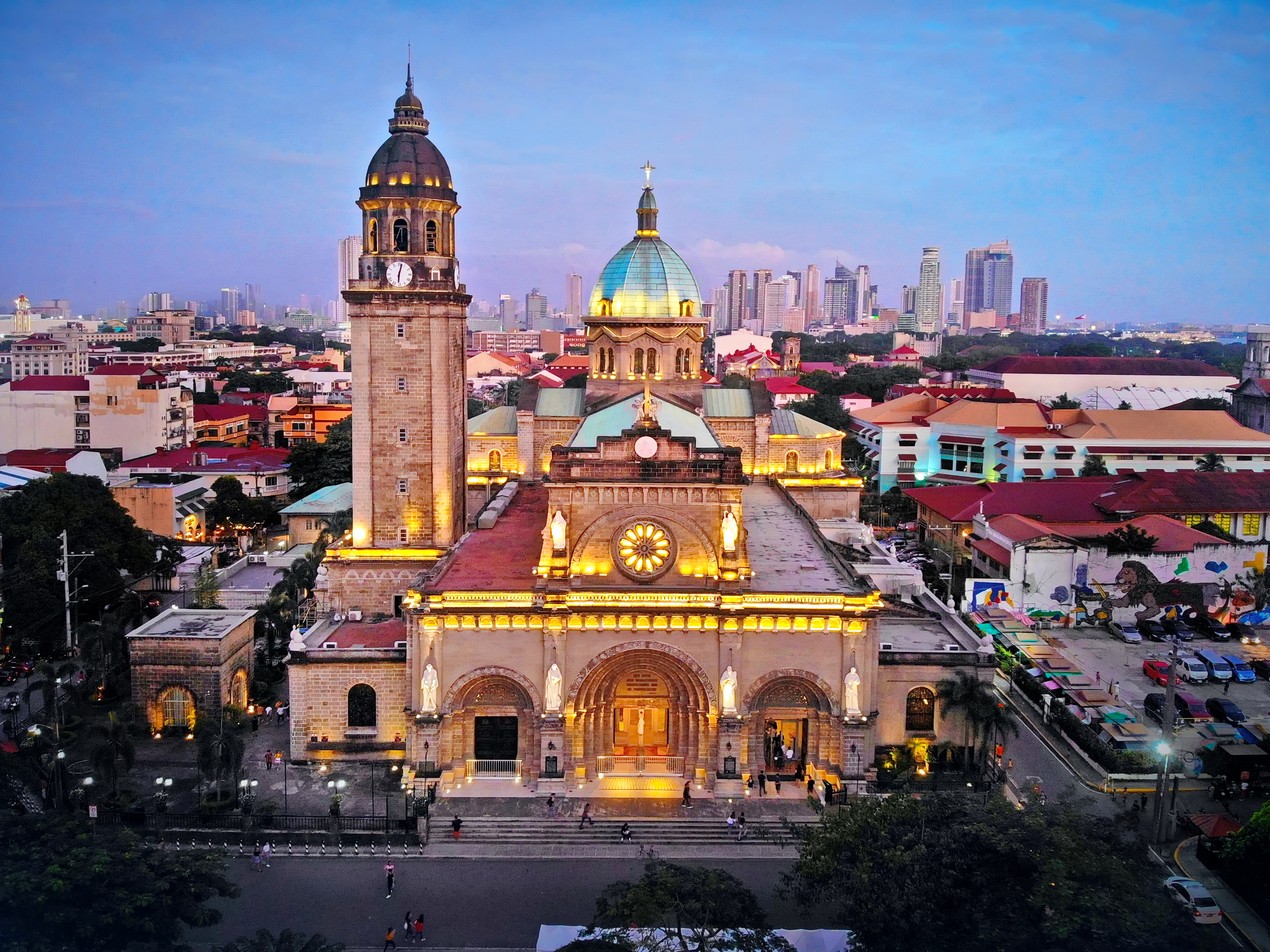
Kathedrale von Manila

### Kurienkardinal
Am 8. Dezember 2019 wurde Luis Antonio Kardinal Tagle von Papst Franziskus zum Kardinalpräfekten der Kongregation für die Evangelisierung der Völker ernannt; er folgte Fernando Kardinal Filoni, der zum Kardinal-Großmeister des Ritterordens vom Heiligen Grab zu Jerusalem ernannt wurde. Papst Franziskus erhob ihn mit Wirkung vom 1. Mai 2020 unter Beibehaltung seiner Titelkirche zum Kardinalbischof. Er gehörte der damals vom Papst neu geschaffenen Gruppe jener Kardinalbischöfe an, „welche den Kardinalbischöfen mit suburbikarischem Titel gleichgestellt sind“.
Von Mai 2015 bis zur Entlassung durch den Papst im November 2022 war Tagle Präsident von Caritas Internationalis, der weltweiten Dachorganisation der Caritasverbände.
Mit Inkrafttreten der Apostolischen Konstitution Praedicate Evangelium am 5. Juni 2022 ging die Kongregation für die Evangelisierung der Völker im vom Papst persönlich geleiteten Dikasterium für die Evangelisierung auf. Tagle ist seither einer der beiden Pro-Präfekten des Dikasteriums mit Verantwortung für die Sektion für die Erstevangelisierung und die neuen Teilkirchen. Am 25. April 2023 ernannte ihn der Papst zudem zum Mitglied der Sektion für die grundlegenden Fragen der Evangelisierung in der Welt. Im Oktober 2023 nahm Tagle an der 16. ordentlichen Vollversammlung der Bischofssynode zum Thema Für eine synodale Kirche – Gemeinschaft, Teilhabe und Mission teil.
Tagle priorisiert wie Papst Franziskus die Pastoral gegenüber der Dogmatik und setzt sich für eine Kirche ein, die an der Seite der Armen steht. Gleichzeitig positioniert er sich gegen Abtreibung und Empfängnisverhütung.
Für das Konklave 2025 wurde Tagle immer wieder als papabile bezeichnet, für manche Buchmacher war er auch Topfavorit.
Papst Leo XIV. ernannte Tagle am 24. Mai 2025 zum Kardinalbischof des suburbikarischen Bistums Albano, dessen Titel der Papst vor seiner Wahl selbst innehatte.

### Ritterorden vom Heiligen Grab zu Jerusalem
Luis Antonio Tagle wurde am 2. September 2010 als Bischof von Imus in den Ritterorden vom Heiligen Grab zu Jerusalem aufgenommen. 2011 wurde er Großprior der Statthalterei für die Philippinen. 2012 folgte die Ernennung zum Großkreuzritter durch Kardinal-Großmeister Edwin Frederick O’Brien.
Jose Kardinal Advincula folgte Tagle am 18. Mai 2022 als Großprior der Statthalterei des Ritterordens vom Heiligen Grab von Jerusalem für die Philippinen.

## Mitgliedschaften in Dikasterien der römischen Kurie
- Kongregation für das Katholische Bildungswesen (seit 2013[31], ab 2023 Dikasterium für die Kultur und die Bildung[32])
- Kongregation für die Institute geweihten Lebens und für die Gesellschaften apostolischen Lebens (seit 2014)[33]
- Kongregation für die Evangelisierung der Völker (2014–2019)[34]
- Dikasterium für die orientalischen Kirchen (seit 2021)[35]
- Dikasterium für den Gottesdienst und die Sakramentenordnung (seit 2022)[36]
- Päpstlicher Rat für die Familie (2013–2016)[37]
- Päpstlicher Rat Cor Unum (2015–2017)[38]
- Päpstlicher Rat der Seelsorge für die Migranten und Menschen unterwegs (2013–2017)[37]
- Päpstlicher Rat für die Laien (2014–2016)[39]
- Päpstlicher Rat für die Gesetzestexte (seit 2020)[40]
- Päpstlicher Rat für den Interreligiösen Dialog (seit 2020)[41]
- Kardinalskommission der Güterverwaltung des Apostolischen Stuhls (seit 2021)[42]

## Schriften

### Monographien
- Two plans for the Council: Cardinal Suenens, Ecclesia ad intra, ecclesia ad extra. Cardinal Montini, the Church’s mystery, mission, and relations. Catholic University of America, Washington, D.C. 1987, OCLC 18465523.
- Episcopal collegiality in the teaching and practice of Paul VI (1959–1967). 1992, OCLC 66375086.
- Jesus Christ: His service to life. Discipleship in the spirit of life (= FABC papers. Band 71). Federation of Asian Bishops’ Conferences, Hong Kong 1995, OCLC 81161143.
- Renewal that awaits the Church in Asia. A theological and ecclesiological reflection on renewal (= FABC papers. Band 91). Federation of Asian Bishops’ Conferences, Hong Kong 2000, OCLC 81035583.
- Luis Antonio Tagle, Mary Ann Charity B. Durano: An Easter people: our Christian vocation to be messengers of hope. Jesuit Communications Foundation, Quezon 2003, ISBN 978-971-0305-11-7.
- It is the Lord! Occasional lectures at Loyola School of Theology. Loyola School of Theology, Manila 2003, OCLC 53159441.
- Episcopal collegiality and Vatican II. The influence of Paul VI. Loyola School of Theology, Manila 2004, OCLC 70824013.
- Easter people. Living community. Orbis Books, Maryknoll, New York 2005, ISBN 978-1-57075-596-5.
- Gente di Pasqua: la comunità cristiana, profezia di speranza (= Nuove caravelle. Band 8). EMI, Bologna 2013, ISBN 978-88-307-2108-1.
- Glaube, Liebe, Hoffnung vom Christsein in einer globalisierten Welt. Fe-Medienverlag, Kisslegg im Allgäu 2014, ISBN 978-3-86357-081-1.
- Raccontare Gesù: parola, comunione, missione (= Cammini dello spirito. Band 2). EMI, Bologna 2014, ISBN 978-88-307-2098-5.
- Telling the story of Jesus: Word-communion-mission. Liturgical Press, Collegeville, Minnesota 2015, ISBN 978-0-8146-4814-8.
- I am here … to be with you: the apostolic visit of Pope Francis to the Philippines. Katha Publishing Co., Makati City 2015, ISBN 978-971-574-229-0.
- Éxodo: ¿por qué acoger a los refugiados? Publicaciones Claretianas, Madrid 2016, ISBN 978-84-7966-556-2.
- Alessandro Gisotti, Luis Antonio Gokim Tagle: Il decalogo del buon comunicatore secondo papa Francesco. Elledici, Turin 2016, ISBN 978-88-01-06225-0.
- I migranti sono miei fratelli: siamo chiamati ad accogliere. EMI, Bologna 2016, ISBN 978-88-307-2365-8.
- Ho imparato dagli ultimi: la mia vita, le mie speranze. EMI, Bologna 2016, ISBN 978-88-307-2319-1.
- Draußen vor der Kathedrale. Mein Leben, meine Hoffnungen. Patmos Verlag, Ostfildern 2017, ISBN 978-3-8436-0805-3.
- Die Geschichte Jesu weitererzählen. Verlag Katholisches Bibelwerk, Stuttgart 2017, ISBN 978-3-460-51002-9.
- Il rischio della speranza: come raccontare Dio ai nostri giorni. EMI, Bologna 2017, ISBN 978-88-307-2378-8.
- Gott: Vom Wagnis der Hoffnung. Freiburg im Breisgau, Herder 2018, ISBN 978-3-451-38028-0.
- Via Lucis: the life of Jesus in the light of Easter. Liturgical Press, Collegeville, Minnesota 2018, ISBN 978-0-8146-4518-5.
- Dio crede in noi: Pasqua, Ascensione e Pentecoste. Meditazioni (= Nuove caravelle. Band 15). EMI, Verona 2018, ISBN 978-88-307-2403-7.

### Aufsätze und Artikel
- La partecipazione extraeuropea al Vaticano II e l’interpretazione storica e teologica del concilio. In: Cristianesimo nella storia. Band 13, Nr. 3, 1992, S. 539–557.
- Episcopal Collegiality and the Ecclesiological Project of Vatican II. In: Landas. Band 7, Nr. 2, 1993, S. 149–160 (ateneo.edu [PDF; 419 kB]).
- Paolo VI e il Concilio nel 1964. In: Maria Teresa Fattori, Alberto Melloni, Giuseppe Alberigo (Hrsg.): L’evento e le decisioni: studi sulle dinamiche del concilio Vaticano II (= Testi e ricerche di scienze religiose (Istituto per le scienze religiose di Bologna). Band 20). Società editrice Il mulino, Bologna 1997, ISBN 978-88-15-06287-1, S. 354–369.
- La tempesta di novembre: la „settimana nera“. In: Alberto Melloni, Giuseppe Alberigo (Hrsg.): Storia del concilio Vaticano II. Band 4: La Chiesa come comunione. Il terzo periodo e la terza intersessione (Settembre 1964-settembre 1965). Società editrice il Mulino, Bologna 1999, OCLC 1192285792, S. 417–482.
- The Renewal that Awaits the Church in Asia: A Theological and Ecclesiological Reflection on Renewal. In: Landas. Band 18, Nr. 2, 1999, S. 14–35 (ateneo.edu [PDF; 846 kB]).
- The Church’s Mission towards Minorities. In: Landas. Band 14, 2000, S. 129–139 (ateneo.edu [PDF; 366 kB]).
- The Challenges of Mission in Asia: A View from the Asian Synod. In: Peter C. Phan (Hrsg.): The Asian synod. Texts and commentaries. Orbis Books, Maryknoll, New York 2002, ISBN 978-1-57075-429-6, S. 212–221.
- What Have We Become?: Ten Years After PCP II. In: Landas. Band 16, Nr. 1, 2002, S. 105–117 (ateneo.edu [PDF; 451 kB]).
- Crisis in the Church: Causes and Response of Formation. In: Landas. Band 18, Nr. 2, 2004, S. 193–210 (ateneo.edu [PDF; 699 kB]).
- L’adoration authentique. In: Lumen vitae. Band 64, Nr. 3, 2009, OCLC 9626181462, S. 291–298.
- Spirituality and Storytelling. In: Marlon A. Lacal (Hrsg.): Spirituality and „the word“ (= Lecture series. Band 9). Institute of Spirituality in Asia, Quezon City 2010, ISBN 978-971-93461-9-7, S. 82–92.
- Communion in the Word through Mary. In: Landas. Band 25, Nr. 2, 2011, OCLC 5188463672, S. 237–248.
- Clergy sexual misconduct: some reflections from Asia. In: Charles J. Scicluna, Hans Zollner, David J. Ayotte (Hrsg.): Toward healing and renewal. The 2012 Symposium on the Sexual Abuse of Minors held at the Pontifical Gregorian University. Paulist Press, Mahwah 2012, ISBN 978-0-8091-4794-6.
- The Mission of the Church in Asia: Living the Incarnation in Poverty and Plurality. In: Terrence Merrigan, Frederik Glorieux (Hrsg.): „Godhead here in hiding“. Incarnation and the history of human suffering (= Bibliotheca Ephemeridum theologicarum Lovaniensium. Band 234). Peeters, Leuven 2012, ISBN 978-90-429-2291-4, S. 133–148.
- The Letter and the Spirit of the Second Vatican Council: Does the Letter do Justice to the Spirit? In: Louvain studies. Band 40, Nr. 2, 2017, S. 210–218.
- Salvation and Healing in a Diaconal Church. In: Stephanie Dietrich, Knud Jørgensen, Kari Karsrud Korslien, Kjell Nordstokke, Martin Junge (Hrsg.): The diaconal church. Regnum Books International, Oxford 2019, ISBN 978-1-912343-94-2, S. 246–250.
- Crise de Santidade: O drama do pecado em Igreja. In: Marco Daniel Duarte (Hrsg.): Fatima, hoje: pensar e santidade: atas do simpósio teológico-pastoral do Santuário de Fátima de 2021 (= Fátima estudos. Band 14). Santuário de Fátima, Fátima 2022, ISBN 989-8418-43-5, S. 111–120.